# Nancy Cartwright (philosophe)
Pour les articles homonymes, voir Nancy Cartwright et Cartwright.
Nancy Cartwright, née le 24 juin 1944 en Pennsylvanie, est professeur de philosophie à la London School of Economics et à l'université de Californie à San Diego. Elle est présidente, de 2020 à 2023, de la Division pour la logique, la méthodologie et la philosophie des sciences et des technologies de l'Union internationale d'histoire et de philosophie des sciences et des technologies.